# 소림사의 결투
"소림사의 결투"는 한국에서 제작된 채양명 감독의 1975년 영화이다. 최성 등이 주연으로 출연하였고 김진관 등이 제작에 참여하였다.

## 출연

### 주연
- 최성
- 여수진
- 최남현